# Gottfried-Keller-Gymnasium
Das Gottfried-Keller-Gymnasium ist ein Ganztagsgymnasium im Berliner Ortsteil Charlottenburg des Bezirks Charlottenburg-Wilmersdorf. Die Schule wurde 1919 als Realschule gegründet und schrittweise zum Gymnasium ausgebaut. In den 2010er Jahren ist es das einzige Gymnasium im Bezirk mit gebundenem Ganztagsbetrieb. Namenspate der Schule ist der Schweizer Schriftsteller und Dichter Gottfried Keller, der von 1850 bis 1855 wichtige Jahre seiner Schaffensperiode in Berlin verbrachte.

## Lage und Umgebung
Der Schulkomplex steht auf der Mierendorff-Insel, die von Spree, Westhafenkanal und Charlottenburger Verbindungskanal umschlossen wird. In der näheren Umgebung befinden sich der Schlosspark Charlottenburg sowie der Mierendorffplatz.

## Geschichte der Schule

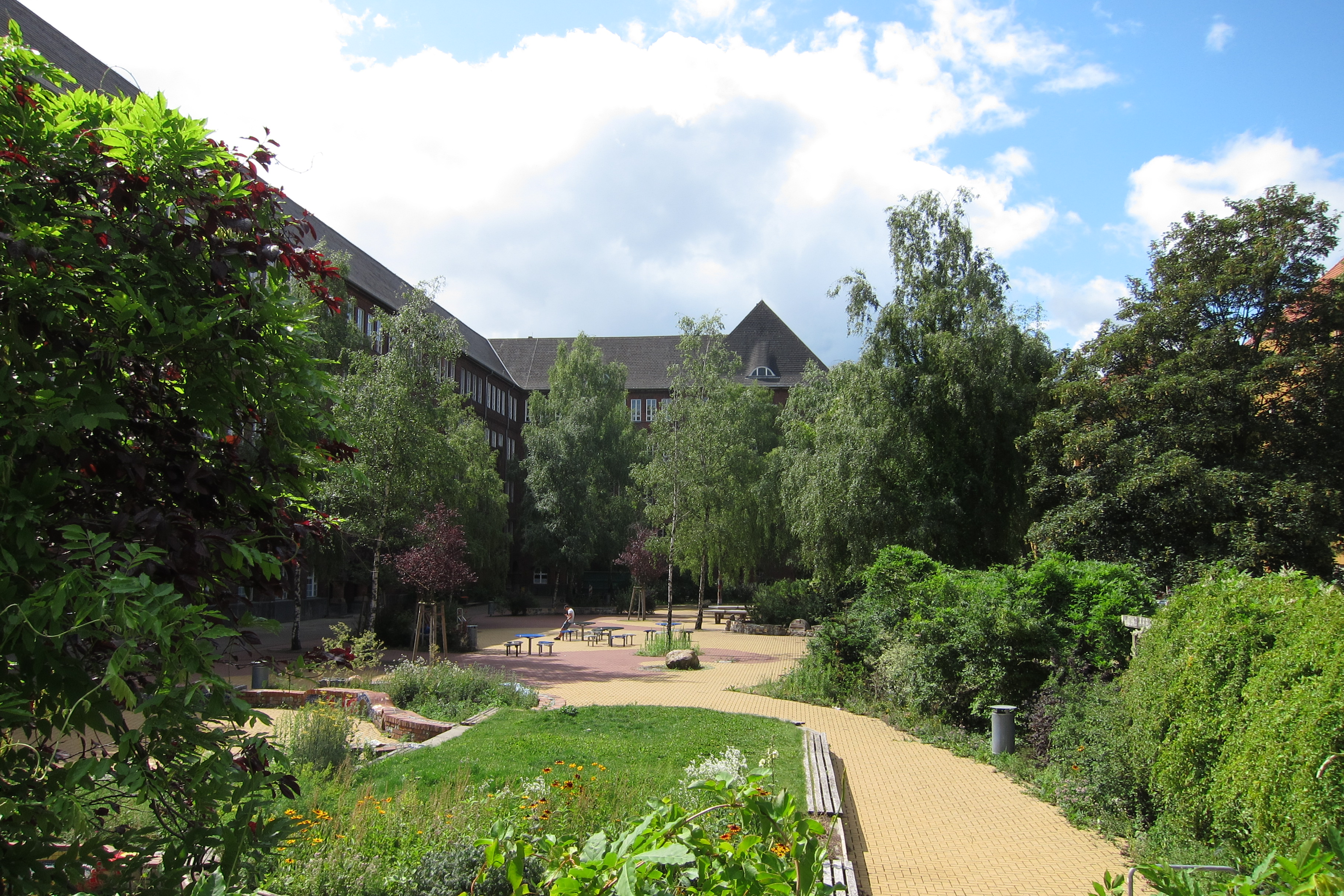
Außenansicht mit Schulhof (2015)

### Bauphase und erste Jahre
Erste Pläne zur Errichtung der Schule gehen auf das Jahr 1911 zurück. Nach einem Entwurf von Magistratsbaurat Hans Winterstein entstand ab Ende 1914 eine Gemeinde-Doppelschule. Mitten im Krieg, im Jahr 1916, wurde der Rohbau fertiggestellt. Vermutlich zogen schon 1917 die ersten Klassen, die von der nahegelegenen Herder-Schule ausgelagert worden waren, in den südlichen Teil des Neubaus ein. Zum Kriegsende 1918 kamen die Bauarbeiten dann zeitweise zum Erliegen, bevor sie etwas später als Notstandsarbeiten fortgesetzt wurden. Obwohl der nördliche Gebäudeteil erst im Mai 1919 fertiggestellt werden konnte, wurde der Schulbetrieb im Gebäude an der Kamminer Straße/Ecke Olbersstraße offiziell am 8. April 1919 aufgenommen. Die ersten amtlichen Schulnamen lauteten Stadt Charlottenburg, Realschule II und Gem. Schule 35, an ihnen wurden nur Jungen unterrichtet.
Bereits im Jahr 1930 fand eine erste Erweiterung des L-förmigen Gebäudekomplexes statt, da noch Kapazitäten für eine Hilfsschule (seit den 1980er Jahren Arno-Fuchs-Sonderschule) benötigt wurden. Nach einem Entwurf des Magistratsbaurat Josef Reuters wurde ein weiterer Flügel angebaut, wodurch das Gebäude, das sich zunächst noch nicht bis zur Olbersstraße erstreckte, nun zu selbiger aufschloss. Der nachträgliche Anbau am ursprünglichen Schulgebäude ist am baubedingt kleineren Schnitt der Unterrichtsräume und der baulichen Abschottung des Gebäudes im Erdgeschoss erkennbar.

### Friesen-Realschule
Auf Antrag ihres ersten Direktors erhielt die Schule am 1. Mai 1923 zu Ehren des 1814 in den napoleonischen Kriegen gefallenen Pädagogen Karl Friedrich Friesen den Namen Friesen-Realschule. Infolge eines starken Lehrkräftemangels (viele Lehrkräfte waren im Ersten Weltkrieg gefallen) musste der Unterricht zeitlich und inhaltlich eingeschränkt werden: So waren im Mai 1920 neben dem Direktor nur 14 Oberlehrer und 3 technische Lehrer damit beschäftigt, insgesamt 390 Schüler in 12 Klassen zu unterrichten. In den darauf folgenden Jahren stieg die Schülerzahl stetig an und die Schule entwickelte neben einem wissenschaftlichen auch einen sportlichen Schwerpunkt: Die Friesen-Realschule gründete neben einem Ruderverein (1928) auch eine Segelgruppe mit eigener Jolle und eine Segelfliegerschar mit geliehenem Flugzeug. Zudem wurde ein hauseigenes Blasorchester etabliert.

### Erhebung zur Oberrealschule
Ein Ministererlass des Landes Preußen vom 16. Juli 1931 erhob die Friesen-Realschule zur Oberrealschule. Seitdem konnte an der Schule die Reifeprüfung (Abitur) abgelegt werden, ohne – wie am preußischen Gymnasium gefordert – Latein durchgängig ab der 5. Klasse belegt zu haben.

### Zeit des Nationalsozialismus und Zweiter Weltkrieg
Die beginnende Herrschaft des Nationalsozialismus (NS) prägte in den 1930er Jahren zunehmend das Bild der Friesen-Oberrealschule: Der Geist Friesens wurde im Sinne der nationalsozialistischen Ideologie umgedeutet und auch die NS-Rassenlehre hielt Einzug in den Schulalltag. Von der NSDAP eingesetzte Jugendwalter hatten die Aufgabe, für die politische und rassische Reinheit des Lehrerkollegiums und der Schülerschaft zu sorgen. Zudem wurden regelmäßige Fahnenappelle abgehalten, bei denen die Nationalhymne und das Horst-Wessel-Lied gesungen und der Hitlergruß gezeigt wurden.
Im Zweiten Weltkrieg, während der Bombenangriffe auf Berlin wurde die Schule vollständig nach Preußisch Holland in der Provinz Ostpreußen im Regierungsbezirk Königsberg evakuiert. Mit dem Vorrücken sowjetischer Truppen gegen Kriegsende flüchteten die Lehrer und Schüler über Thüringen zurück nach Berlin. Das Gebäude der Schule erlitt mehrere Bombentreffer, bei denen auch sehr viele Unterlagen aus der Frühphase der Schule vernichtet wurden.

### Gottfried-Keller-Gymnasium
Der Wiederaufbau der im Krieg zertrümmerten Friesen-Oberrealschule ging zunächst nur langsam voran. Im Juni 1948 beantragte der damalige Schulleiter Violet einen „dem Geist der Zeit angemessenen Namen“ für die Friesen-Oberrealschule und schlug den Schweizer Schriftsteller und Dichter Gottfried Keller als Namenspatron vor. Dieser hatte sein Hauptwerk Der grüne Heinrich und den ersten Teil seines Werkes Die Leute von Seldwyla während seines Berlin-Aufenthaltes von 1850 bis 1855 vollendet. Mit dem neuen Namen verwandelte sich auch die Friesen-Oberrealschule in ein Gymnasium, das fortan den Namen Gottfried-Keller-Oberschule trug. Zur gleichen Zeit wurden auch die ersten Mädchen an der Schule aufgenommen.
In die Nachkriegszeit fällt auch der Beginn der Mehrfachnutzung des Gebäudes: Zusätzlich zur Gottfried-Keller-Oberschule bezog mit der Westpreußen-Oberschule eine Hauptschule den südlich gelegenen, kürzeren Flügel des L-förmigen Gebäudes. In den 1970er Jahren richtete sich nach deren Auszug die Elisabeth-Oberschule (Realschule) in diesem Flügel ein. Die Bauarbeiten in den 1970er Jahren bei der Verlängerung der U-Bahn-Linie 7 nach Spandau ließen am Schulgelände und dem Schulgebäude stärkere Schäden entstehen, die 1979 bei einer grundlegenden Sanierung beseitigt wurden. 1983 wurde die Arno-Fuchs-Schule in den Schulneubau in der Richard-Wagner-Straße ausgelagert. Nach der Sanierung zog zusätzlich zu den beiden verbliebenen Schulen eine Kindertagesstätte des Pestalozzi-Fröbel-Hauses in das Erdgeschoss des Anbaus, der 1930 für die Hilfsschule errichtet worden war.
Wegen der architektonischen Gestaltung (Klinkerbau, Formsteine, sehr zurückhaltender Reliefschmuck) und der Einpassung in das architektonische Ensemble nordwestlich des Mierendorffplatzes wurde das Schulgebäude 1998 in die Berliner Denkmalliste aufgenommen.
Mit der Novellierung des Schulgesetzes 2004 entfielen die Aufbauklassen, die über Jahrzehnte viele Schüler der Real- und Gesamtschulen ab Klassenstufe 9 auf die Abiturprüfung am Gymnasium vorbereitet hatten. Nachdem die Kindertagesstätte im Jahr 2006 in einen separaten Bau direkt neben der Schule ausgezogen war, wurden die Räumlichkeiten 2007/2008 zu einer Mensa für die beiden Schulen umgebaut. Mit der großen Schulstrukturreform in Berlin 2010 wurde das Gottfried-Keller-Gymnasium schließlich in ein gebundenes Ganztagsgymnasium umgewandelt. Die nötigen zusätzlichen Raumkapazitäten für den Ganztagsbetrieb wurden dadurch frei, dass die Elisabeth-Oberschule mit der ehemaligen Oppenheim-Hauptschule zur ISS Schule am Schloss fusionierte und auszog. Im frei gewordenen Gebäudeflügel sind seitdem alle Jahrgangsklassen untergebracht. Im Jahr 2011 wurde der nach Schülerentwürfen neu gestaltete Schulhof eröffnet. Die Gestaltungsideen waren aus einer Beteiligung am Senatsprojekt Grün macht Schule hervorgegangen.

## Ganztagskonzept

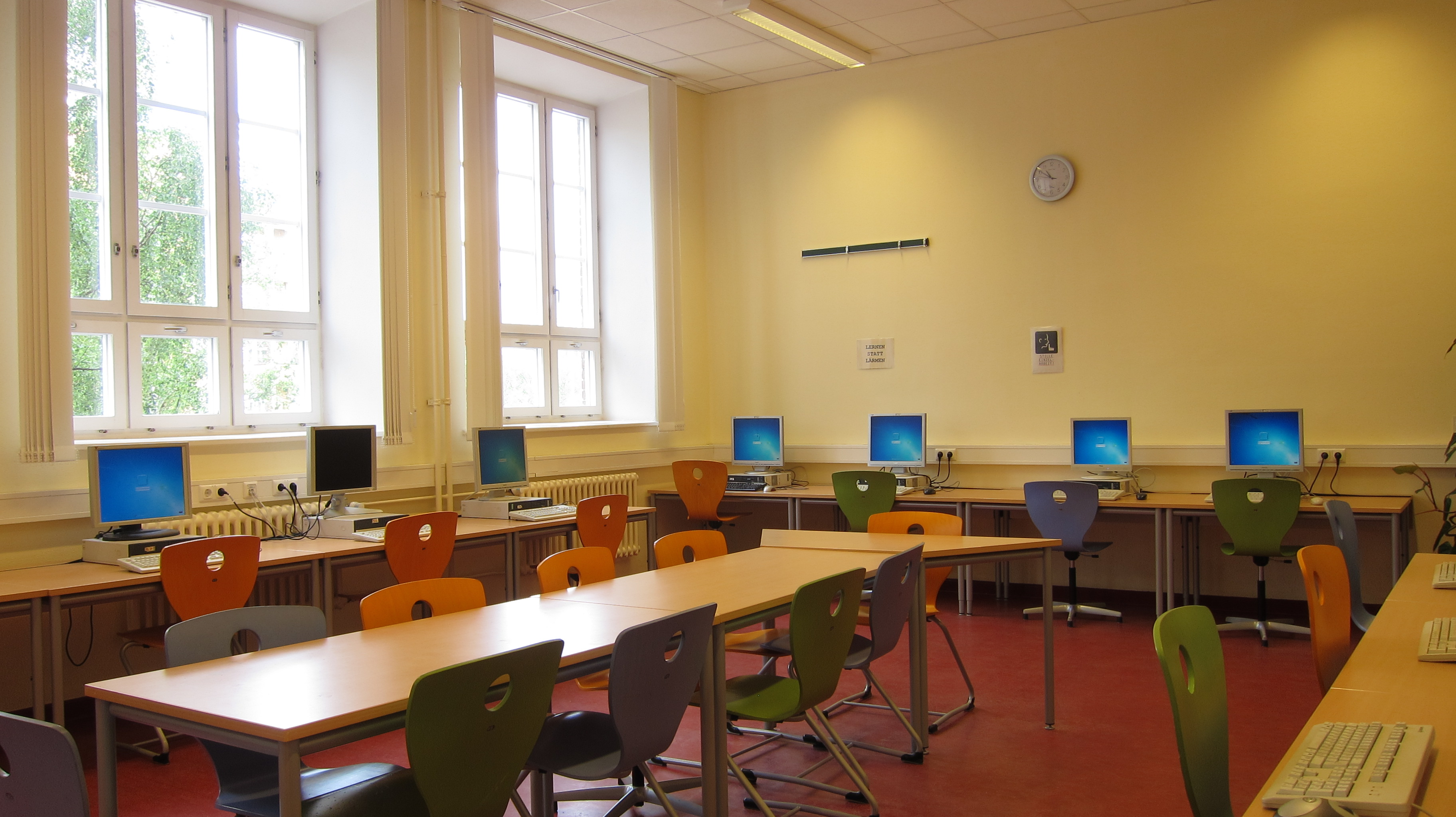
Mediothek

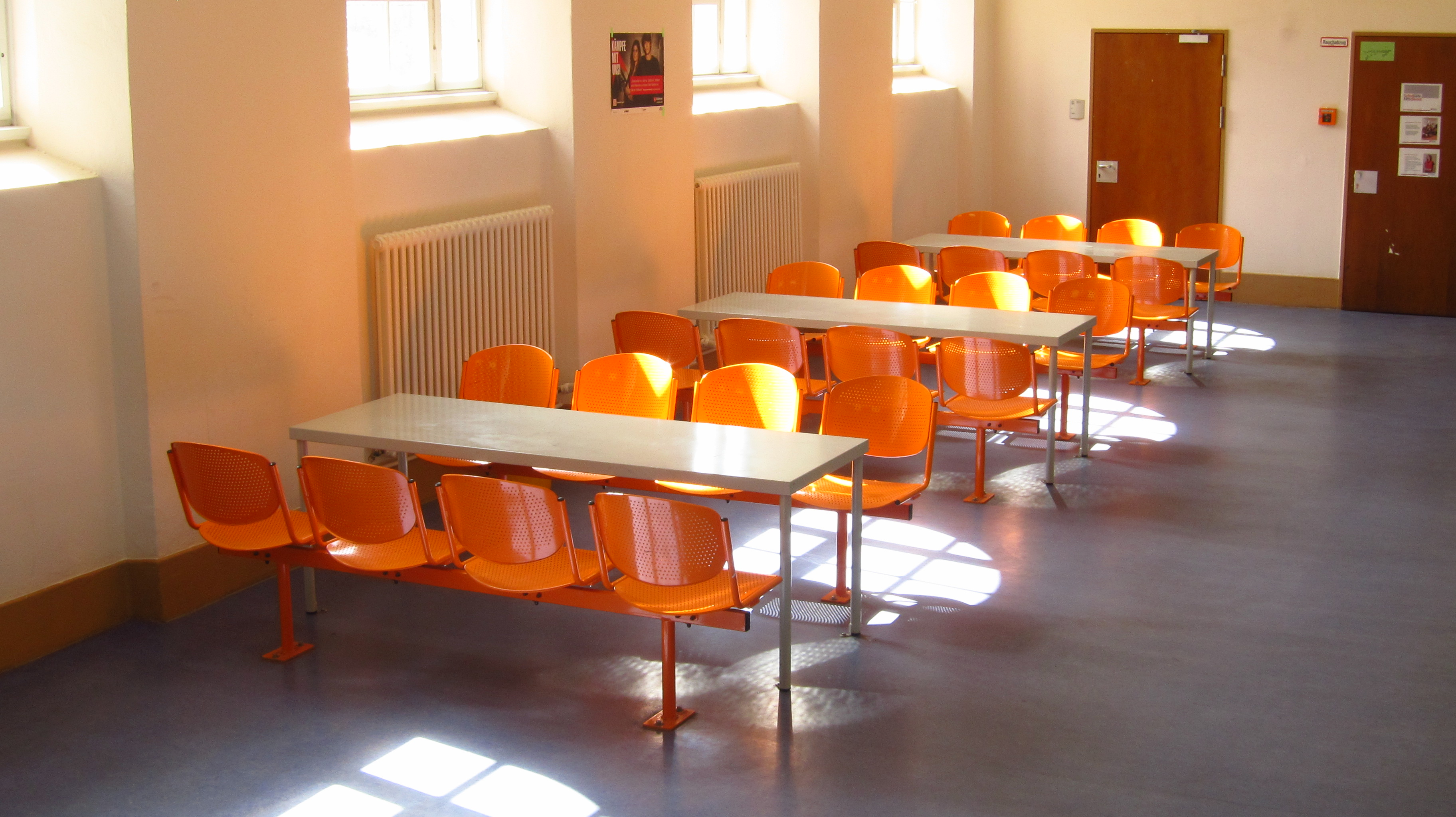
Lernlandschaft

Seit dem Schuljahr 2010/2011 befindet sich das Gottfried-Keller-Gymnasium im gebundenen Ganztagsbetrieb. Der Umstellung liegt das langfristige Ziel zugrunde, im sozial belasteten Norden Charlottenburgs den Bildungserfolg von der sozialen Herkunft zu entkoppeln. Damit geht eine konzeptionelle Weiterentwicklung der Lernstrukturen einher, die sich u. a. in der Schaffung von individuellen Lernzeiten (Studienzeiten), der Führung eines Lerntagebuchs (Studienzeitbuch) und in der Betreuung durch Klassenteams manifestiert.
Die Schüler der Sekundarstufe I (Klasse 7 bis 10) sind montags bis donnerstags von 8.00 bis gegen 16 Uhr und freitags von 8.00 bis circa 14 Uhr in der Schule. Zusätzlich zum Regelunterricht haben sie in dieser Zeit viermal pro Woche Studienzeiten, die rhythmisiert im Klassenraum, in der Mediothek und in den Lernlandschaften stattfinden. Im einstündigen Mittagsband können die Schüler zu Mittag essen, in mehreren Aufenthaltsräumen, die von Sozialpädagogen betreut werden, entspannen, sich sportlich betätigen oder freiwillig individuelle Lernangebote wahrnehmen. In den Klassenstufen 7 und 8 nehmen die Schülerinnen und Schüler zwei Stunden pro Woche verpflichtend an Arbeitsgemeinschaften teil, In Klassenstufe 9 absolvieren sie stattdessen ein selbst organisiertes 30-stündiges Sozialpraktikum.

### Studienzeit und Studienzeitbuch
Die zentrale Aufgabe der Studienzeiten ist es, die Schüler zu befähigen, Verantwortung für den eigenen Lernfortschritt zu übernehmen. Sie bearbeiten nach eigener Wahl und eigener Lerngeschwindigkeit die Aufgaben aus dem Fachunterricht und widmen sich zunehmend auch selbst gesteckten Problem- und Interessenfeldern. Organisiert und beaufsichtigt werden die Studienzeiten von den Klassenteams in Rücksprache mit den Fachlehrern. Das wichtigste Arbeitsmittel dabei ist das Studienzeitbuch, in dem Aufgaben notiert und Lernfortschritte dokumentiert und reflektiert werden. Das Studienzeitbuch dient zudem als Kommunikationsmittel zwischen Lehrkräften und Erziehungsberechtigten. Alle Schüler müssen das Studienzeitbuch verbindlich erwerben und führen.
Neben den Klassenräumen bieten die Lernlandschaften in den Vorfluren die Möglichkeit, gezielt Einzel-, Partner- und Gruppenarbeit durchzuführen. In der Mediothek stehen Computerarbeitsplätze zur Verfügung, die zum stillen selbstorganisierten Lernen dienen. Darüber hinaus kann dort der Präsenzbestand der Schulbibliothek genutzt werden.

### Klassenteams
Die Klassenteams, die sich aus zwei Klassenlehrern und einem Sozialpädagogen zusammensetzen, sind der Dreh- und Angelpunkt der Entwicklung des gebundenen Ganztagsbetriebs. Ihre Kernaufgabe besteht darin, die individuelle Entwicklung der Schüler umfassend zu analysieren, zu begleiten und zu fördern. Dazu finden wöchentlich Teamsitzungen statt, in denen das gemeinsame Vorgehen geplant und reflektiert wird.

## Profilklassen

### Profilklasse Sport

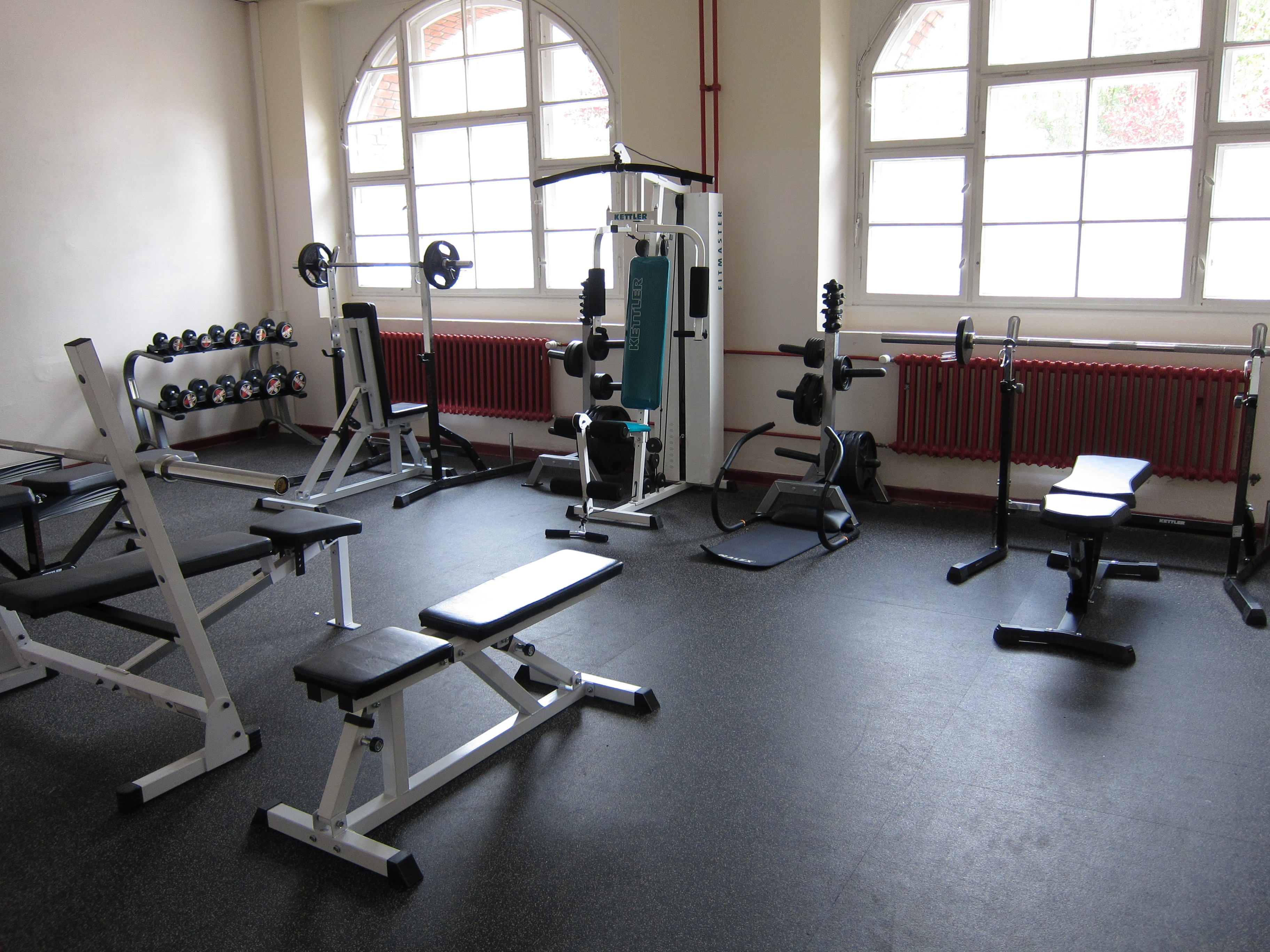
Fitnessraum

In Kooperation mit dem deutschen Handballbund und dem Berliner Basketball-Verband werden seit 2013/14 in der Sport-Profilklasse talentierte Mädchen und Jungen mit gymnasialem Schul- und leistungsorientiertem Sportangebot zum Abitur geführt. Zusätzlich zum dreistündigen Sportunterricht der Regelklassen werden im Profilzug Sport drei weitere Wochenstunden in Handball oder Basketball belegt. Die Leitung der Klassen übernehmen dabei Sportlehrkräfte, die allesamt selbst auf eine erfolgreiche Handball- bzw. Basketballkarriere zurückblicken können. Gemeinsam mit den Trainern der Fachverbände wird der Trainingsprozess unter sportwissenschaftlichen und pädagogischen Gesichtspunkten gesteuert. Seit dem Schuljahr 2017/18 existiert zusätzlich ein Profilzug Fußball, der in Zusammenarbeit mit dem Berliner Fußballverein Tennis Borussia ins Leben gerufen wurde.

### Profilklasse Musik
In der 2015 neu eingerichteten Bläserklasse erhalten musikalisch interessierte Schüler zusätzlich zum regulären Musikunterricht drei weitere Stunden in der Woche Orchester- und Instrumentalunterricht. Dabei erlernen sie in Kleingruppen – angeleitet von professionell ausgebildeten Instrumentalpädagogen – das Spielen eines Blasinstruments, zudem lernen sie unter Anleitung von Musik-Lehrkräften des Gottfried-Keller-Gymnasiums das Orchesterspiel kennen.

### Weitere Profilierungsmöglichkeiten
Zum Schuljahr 2019/20 wurden neben den etablierten Profilen Sport und Musik (jeweils ab Jahrgang 7) weitere Profilfächer eingeführt, um allen Schülerinnen und Schülern die Möglichkeit zur Vertiefung ihrer Neigungen zu geben. Am Ende der 7. Klasse wählen sie für die folgenden Jahrgänge 8–10 aus den Bereichen Fremdsprachen (Englisch, Spanisch, Französisch, Latein), Deutsch, Politik, Naturwissenschaften oder Kunst ein Fach aus, in dem sie zusätzlich 2 bis 4 Stunden Fachunterricht erhalten. Dieses Angebot dient auch der Erleichterung der Leistungskurswahl in der gymnasialen Oberstufe.

## Willkommensklassen
Seit dem Schuljahr 2013/14 werden am Gottfried-Keller-Gymnasium Schülerinnen und Schüler aus zugewanderten und zum Teil geflüchteten Familien in Willkommensklassen unterrichtet. In diesen jahrgangsübergreifenden Klassen, die von Fachkräften mit dem Schwerpunkt Deutsch als Fremdsprache geleitet werden, lernen sie gezielt die deutsche Sprache, um anschließend erfolgreich in Regelklassen integriert zu werden. Derzeit sind in den Willkommensklassen Schüler aus Syrien, Mazedonien, Bulgarien, Südkorea, der Volksrepublik China, Spanien, Bosnien, Island, dem Iran und Serbien vertreten (Stand Juli 2015). Im Schuljahr 2018/19 existieren zwei Willkommensklassen sowie zwei Übergangsklassen (S- bzw. F-Klassen genannt).

## Ausstattung

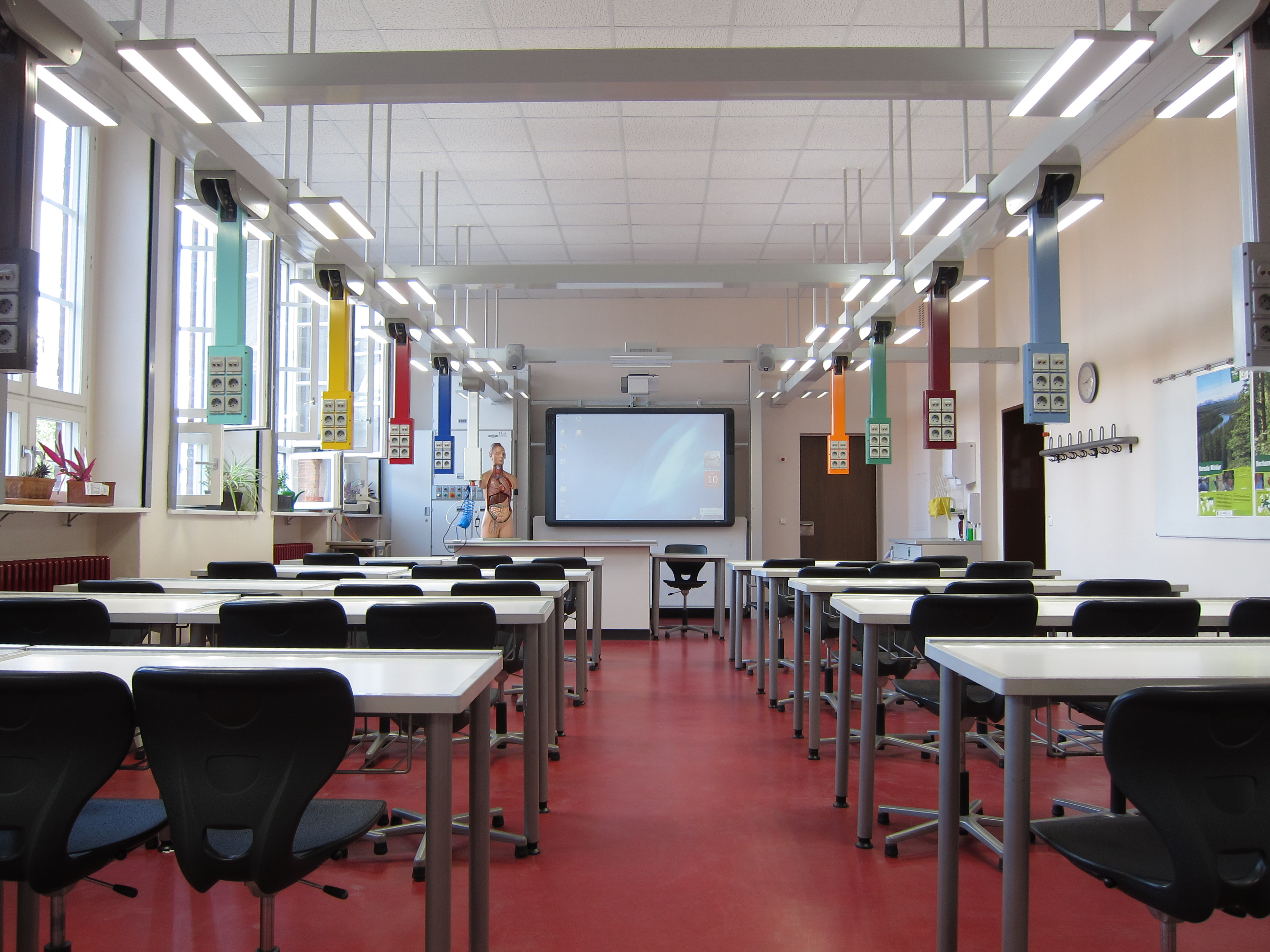
Biologie-Fachraum

In einer Vielzahl von Fachräumen und in nahezu allen Klassenräumen sind Interaktive Whiteboards installiert. Zudem verfügt die Schule über eine Schulbibliothek mit Leseinsel, in der die Schüler die Mittagspause oder Freistunden verbringen können. Des Weiteren gehören ein Kunstrasen-Fußballplatz, zwei Sporthallen sowie ein Fitnessraum zur schulischen Ausstattung im Bereich Sport. Das Gymnasium beherbergt zudem eine Mensa, in der in der Mittagspause die Schulspeisung stattfindet. In den beiden Schulstationen, die von den Sozialpädagogen der Schule betreut werden, finden sich weitere Freizeitangebote. Für die Oberstufe existiert ein separater Aufenthaltsraum, in dem Freistunden und Pausen verbracht werden können. Zusätzlich existiert der betreute Jugendclub straks, in dem sich Tischtennisplatten, Kicker-Tische und Computer befinden.

## Sonstiges
Die Schule nimmt am Berliner Programm zur vertieften Berufsorientierung (BvBO) teil und bietet ihren Schülern eine Unterstützung bei der Berufsorientierung und Berufswahlentscheidung. Zudem kann an der Schule sowohl das DELF- (französisch) als auch das DELE-Sprachdiplom (spanisch) erworben werden. Seit 2018 ist die Schule offizielle Vorbereitungsschule für das Cambridge-Sprachzertifikat und bereitet ebenfalls für die DSD-Prüfung (Deutsches Sprachdiplom der Kultusministerkonferenz) vor.
2023 wurde die Schule vom EPIZ Berlin als Faire Schule ausgezeichnet.

## Bekannte ehemalige Schüler
– geordnet nach Geburtsjahr –
- Günter Wirth (* 1932), deutscher Maler, Grafiker und Galerist
- Oskar Negt (1934–2024), deutscher Sozialphilosoph
- Karin Hübner (1936–2006), deutsche Schauspielerin
- Andreas Statzkowski (* 1956), deutscher Politiker (CDU) und Mitglied des Berliner Abgeordnetenhauses
- Tamara Rohloff (* 1961), deutsche Theater- und Film-Schauspielerin
- Ülker Radziwill (* 1966), deutsche Politikerin (SPD) und Mitglied des Berliner Abgeordnetenhauses
- Nadya Luer (* 1968), Nachrichtensprecherin und Redakteurin beim Rundfunk Berlin-Brandenburg
- Christian Gräff (* 1978), deutscher Politiker (CDU) und Stadtrat in Berlin Bezirk Marzahn-Hellersdorf
- Tobias Schneider (* 1981), deutscher Eisschnellläufer
- Hakan Balta (* 1983), türkischer Fußballspieler
- Felix M. Recke (* 1992), deutscher Politiker (FDP) und Mitglied der BVV Bezirk Charlottenburg-Wilmersdorf
- Muriel Wimmer (* 1994), deutsche Schauspielerin
- June Tomiak (* 1997), deutsche Politikerin (Bündnis 90/Die Grünen) und Mitglied des Berliner Abgeordnetenhauses
- Vincent John Friederici (* 2001), deutscher Basketballspieler
- Winners Osawe (* 2006), deutsch-nigerianischer Fußballspieler